# Valle Biferno da confluenza Torrente Quirino al Lago Guardalfiera - Torrente Rio
Valle Biferno da confluenza Torrente Quirino al Lago Guardalfiera - Torrente Rio este o arie protejată (arie specială de conservare — SAC, sit de importanță comunitară — SCI) din Italia întinsă pe o suprafață de 368 ha, integral pe uscat.

## Localizare
Centrul sitului Valle Biferno da confluenza Torrente Quirino al Lago Guardalfiera - Torrente Rio este situat la coordonatele 41°34′59″N 14°33′18″E / 41.583056°N 14.555°E.

## Înființare
Situl Valle Biferno da confluenza Torrente Quirino al Lago Guardalfiera - Torrente Rio a fost declarat sit de importanță comunitară în septembrie 1995 pentru a proteja 49 de specii de animale. Situl a fost protejat și ca arie specială de conservare în martie 2017.

## Biodiversitate
Situată în ecoregiunea mediteraneană, aria protejată conține 2 habitate naturale: Cursuri de apă de la nivel de câmpie la nivel montan, cu vegetație Ranunculion fluitantis și Callitricho-Batrachion, Galerii de Salix alba și de Populus alba.
La baza desemnării sitului se află mai multe specii protejate:
- păsări (43): fluierar de munte (Actitis hypoleucos), pescăruș albastru (Alcedo atthis), fâsă-de-câmp (Anthus campestris), egretă mare (Ardea alba), stârc cenușiu (Ardea cinerea), stârc roșu (Ardea purpurea), stârc galben (Ardeola ralloides), rață roșie (Aythya nyroca), fugaci roșcat (Calidris ferruginea), fugaci mic (Calidris minuta), bătăuș (Calidris pugnax), caprimulg (Caprimulgus europaeus),  prundaș gulerat mic (Charadrius dubius), prundaș gulerat mare (Charadrius hiaticula), barză albă (Ciconia ciconia), erete de stuf (Circus aeruginosus), erete vânăt (Circus cyaneus), erete cenușiu (Circus pygargus), dumbrăveancă (Coracias garrulus), egretă mică (Egretta garzetta), presură de grădină (Emberiza hortulana), Falco biarmicus, șoim călător (Falco peregrinus), șoimul rândunelelor (Falco subbuteo), vânturel de seară (Falco vespertinus), Gallinago media, piciorong (Himantopus himantopus), sitar de mâl (Limosa limosa), ciocârlie de pădure (Lullula arborea), gaia neagră (Milvus migrans), gaia roșie (Milvus milvus), Numenius arquata arquata, stârc de noapte (Nycticorax nycticorax), vultur pescar (Pandion haliaetus), viespar (Pernis apivorus), lopătar (Platalea leucorodia), cresteț pestriț (Porzana porzana), cristei de baltă (Rallus aquaticus), ciocântors (Recurvirostra avosetta), pițigoi-pungar (Remiz pendulinus), corcodel mic (Tachybaptus ruficollis), fluierar de mlaștină (Tringa glareola), Zapornia parva
- amfibieni (2): Bombina pachypus, Triturus carnifex
- mamifere (1): vidră de râu (Lutra lutra)
- nevertebrate (1): Coenagrion mercuriale
- pești (2): Alburnus albidus, Barbus plebejus

Pe lângă speciile protejate, pe teritoriul sitului au mai fost identificate 5 specii de plante, 1 specie de amfibieni, 1 specie de nevertebrate, 1 specie de pești.